# Економіка Малі
Малі — аграрна країна. Частка у ВВП (1992, %): сільське господарство — 55; промисловість — 12. Основні галузі промисловості: текстильна, гірнича, переробка с/г продукції, виробництво напоїв, цигарок та ін. Вн. транспорт автомобільний. У 1987 пущена транссахарська автомагістраль, що зв'язала Малі з Алжиром і Тунісом, а дорога в південному напрямі на Уагадугу зв'язує країну з ганським портом Тема. Є лише одна залізнична лінія Кулікоро — Бамако — Каєс — Дакар (Сенегал). З червня до лютого вантажі перевозять по судноплавних ділянках р. Нігер. У 1995 в країні було 24 аеропорти.

## Історія

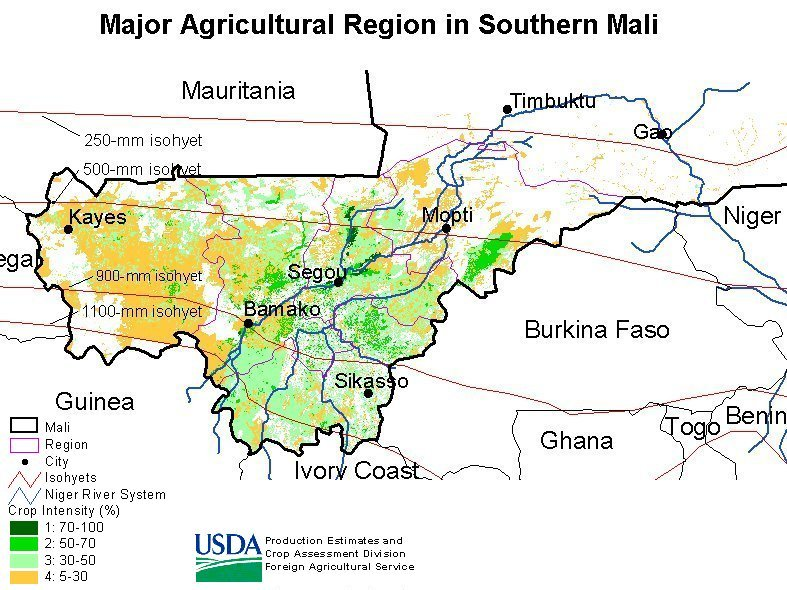
Основний сільськогосподарський регіон на півдні Малі. (USDA: 2001)

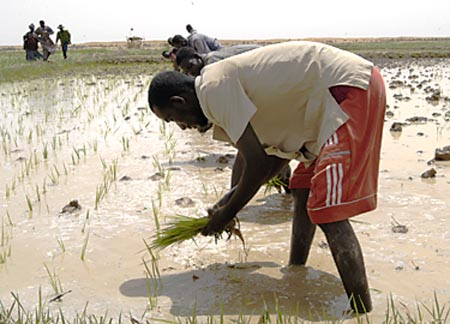
Плантації рису в Малі.

У колоніальний період Малі розглядався як економічний додаток сусіднього Сенегалу, і вся зовнішня торгівля країни здійснювалася через порт Дакар. Франція забезпечувала 90 % потреб Малі в імпортних товарах і надавала гарантований ринок для повної реалізації арахісу, тоді єдиної значущої експортної культури. Після набуття незалежності (1960) Малі послабила зв'язки з Францією і повністю розірвала економічні відносини з Сенегалом аж до 1963. Всі зовнішньоторговельні операції велися через порт Абіджан в Кот-д'Івуарі. Зовнішня торгівля була переорієнтована переважно на соціалістичні країни. Протягом 1960-х років виробництво знаходилося в стані стагнації, ціни росли, стрімко збільшувалася зовнішня заборгованість країни. У цій ситуації в 1967 керівництво Малі було вимушено повернути країну в зону французького франка і відновити торгові зв'язки з Францією. Проте оздоровити економіку країни в 1970-1980-х роках не вдалося. Проведена в 1994 девальвація франка КФА справила благотворний вплив на економіку Малі і протягом подальших років середні темпи економічного зростання становили 4-3 %. Сучасний низький ВВП та доходи на душу населення свідчать про приналежність Малі до країн, що розвиваються з низьким рівнем прибутків.
За [Index of Economic Freedom, The Heritage Foundation, U.S.A., 2001]: ВВП — $ 2,8 млрд. Темп зростання ВВП — 3,6 %. ВВП на душу населення — $ 267. Прямі закордонні інвестиції — $ 44 млн. Провідне місце займає переробка продуктів с.-г. і мінеральної сировини. Імпорт (нафтопродукти, машини, обладнання і продовольство) — $ 1,1 млрд (г.ч. Кот-Д'Івуар — 19 %; Франція — 17 %; Бельгія — Люксембург — 4,2 %). Експорт (бавовна, арахіс, худоба, риба) — $ 0,78 млрд (г.ч. Таїланд — 20,3 %; Італія — 17 %; Бразилія — 10 %; Португалія — 6,9 %). Основні фінансові донори Малі — Франція, країни ЄС і МВФ.

## Сільське господарство
Більша частина населення займається натуральним господарством, вирощуючи просо, сорго, маніок, рис і кукурудзу. Важливу роль відіграють також тваринництво і рибальство. Товарні культури обмежуються арахісом і бавовною, по виробництву яких Малі займає перше місце в регіоні. Другою після бавовни статтею експорту є продукція скотарства. Розводять велику рогату худобу, кіз, овець і верблюдів. Помітне місце в експорті займають рибні продукти.

## Промисловість
Обсяг промислового виробництва невеликий, і його основою є переробка місцевої сировини. До 1991 уряд вживав заходи по створенню державних підприємств, в основному по переробці сільськогосподарської продукції. Серед інших галузей виділяються виробництво цементу, металовиробів, тканин, взуття і інших виробів легкої промисловості. Більшість заводів побудована на кошти іноземних держав і керуються призначеною ними адміністрацією.

## Енергетика
Виробництво електроенергії — 240 млн кВт·год на рік (1990-і роки).